# Hermann Stauder (Fotograf)

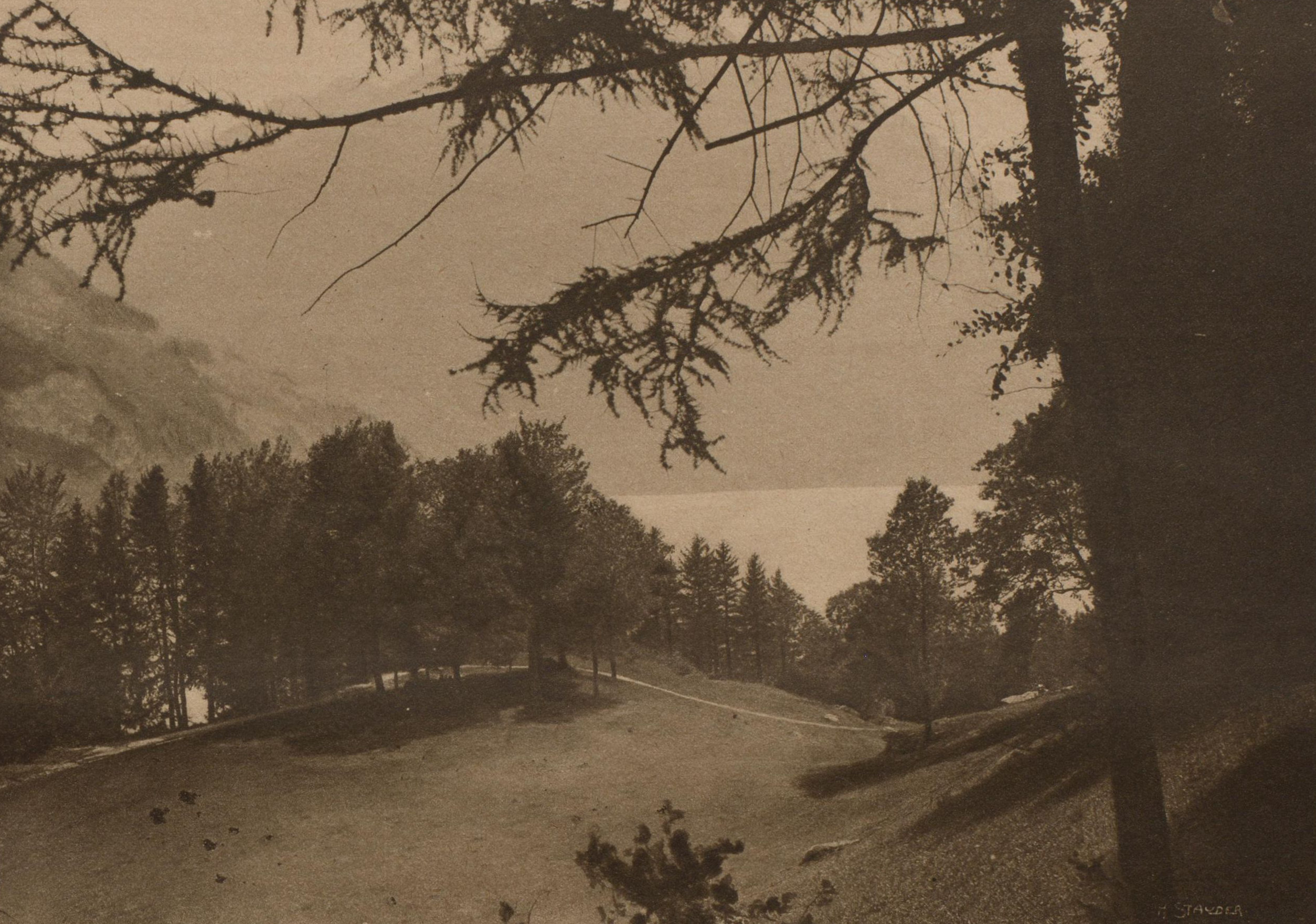
Das stille Gelände am See. In: Schweizer Ilustrierte Zeitung, 1916

Hermann Stauder (* 13. Mai 1887 in St. Gallen; † 9. Mai 1949 in Vordemwald) war ein Schweizer Fotograf.

## Leben
Hermann Stauder stammte aus einer verarmten St. Galler Fabrikantenfamilie. Er absolvierte eine Lehre bei einem Atelierfotografen und begann in den 1910er Jahren, auf Reisen Volksszenen und Trachtenbilder zu fotografieren. Sein Stil war zunächst sehr traditionell, viele Fotos waren noch dem malerisch-idyllischen Piktorialismus verhaftet. Seine Aufnahmen waren durchweg gestellte Bilder ohne Bewegung. 
In den 1910er und 1920er Jahren stellte Stauder zahlreiche Fotomappen zusammen, in denen ländliche Volksszenen nach Regionen und Themen gegliedert waren. Diese nur teilweise veröffentlichten Mappen verkaufte er dann an die Landesbibliothek in Bern, wo heute noch 15 davon erhalten sind. Im Ersten Weltkrieg wurde er vom Schweizer Zeitschriftenverlag Ringier engagiert; er gilt damit als erster fest angestellter Pressefotograf der Schweiz. Viele seiner Fotos erschienen nun in der Schweizer Illustrierten Zeitung, wo sie häufig Fotos aus dem Krieg gegenübergestellt wurden.
In den 1930er Jahren näherte sich Stauders Fotografie der Reportagefotografie an, die Züge des Neuen Sehens trug. Vereinzelt finden sich nun auch dynamischere, schnappschussartige Fotos aus ungewöhnlichen Perspektiven.
Im Zweiten Weltkrieg gab es auch in der neutralen Schweiz Bestrebungen, die nationalen Kräfte zu stärken. 1940 veröffentlichte Stauder den Bildband Schweizer Volkstypen, der vom zeitgenössischen Rassendiskurs durchdrungen war.
Hermann Stauder starb 1949 bei einem Autounfall.

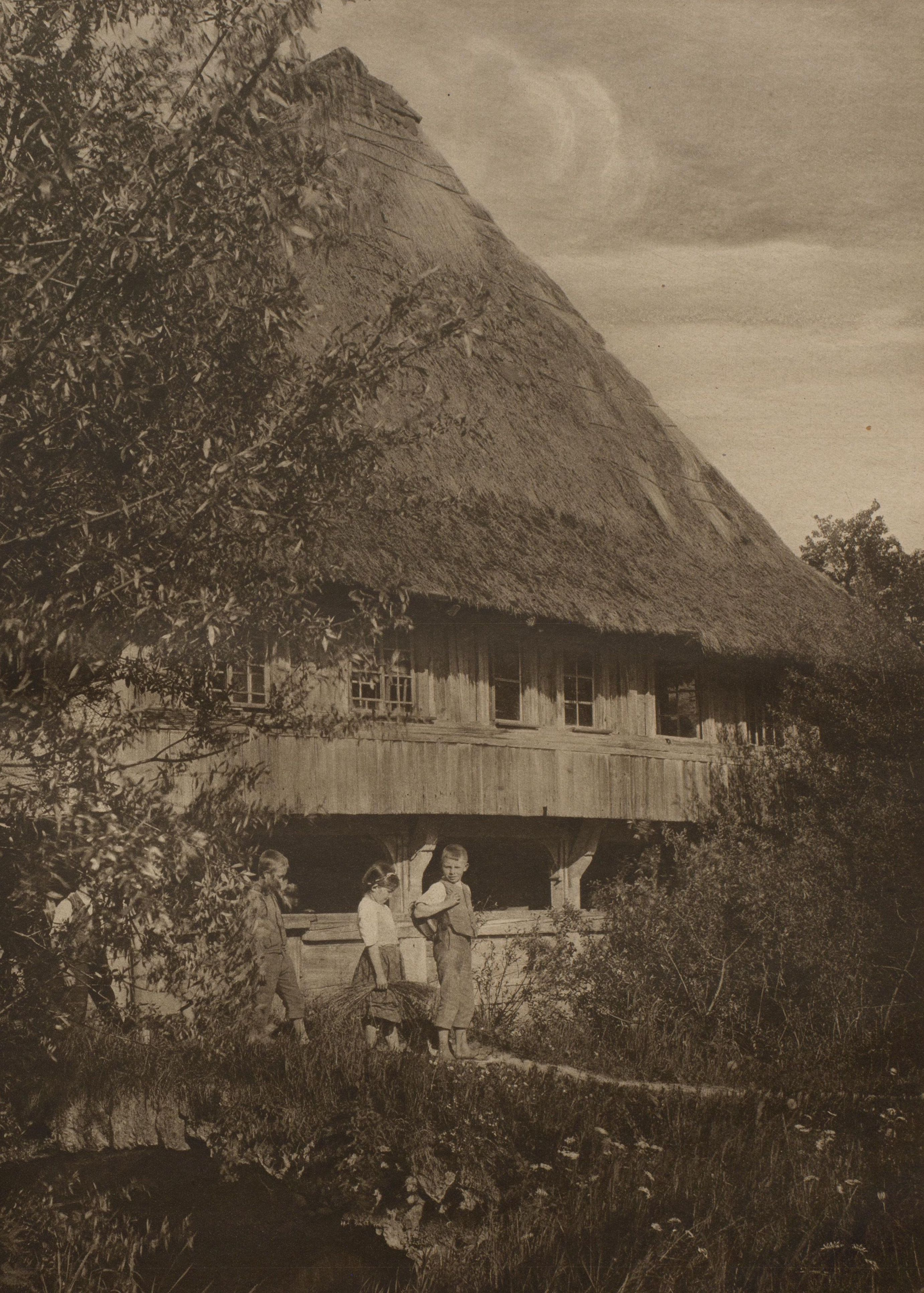
Aargauer Bauernhaus. Schweizer Ilustrierte Zeitung, 1916
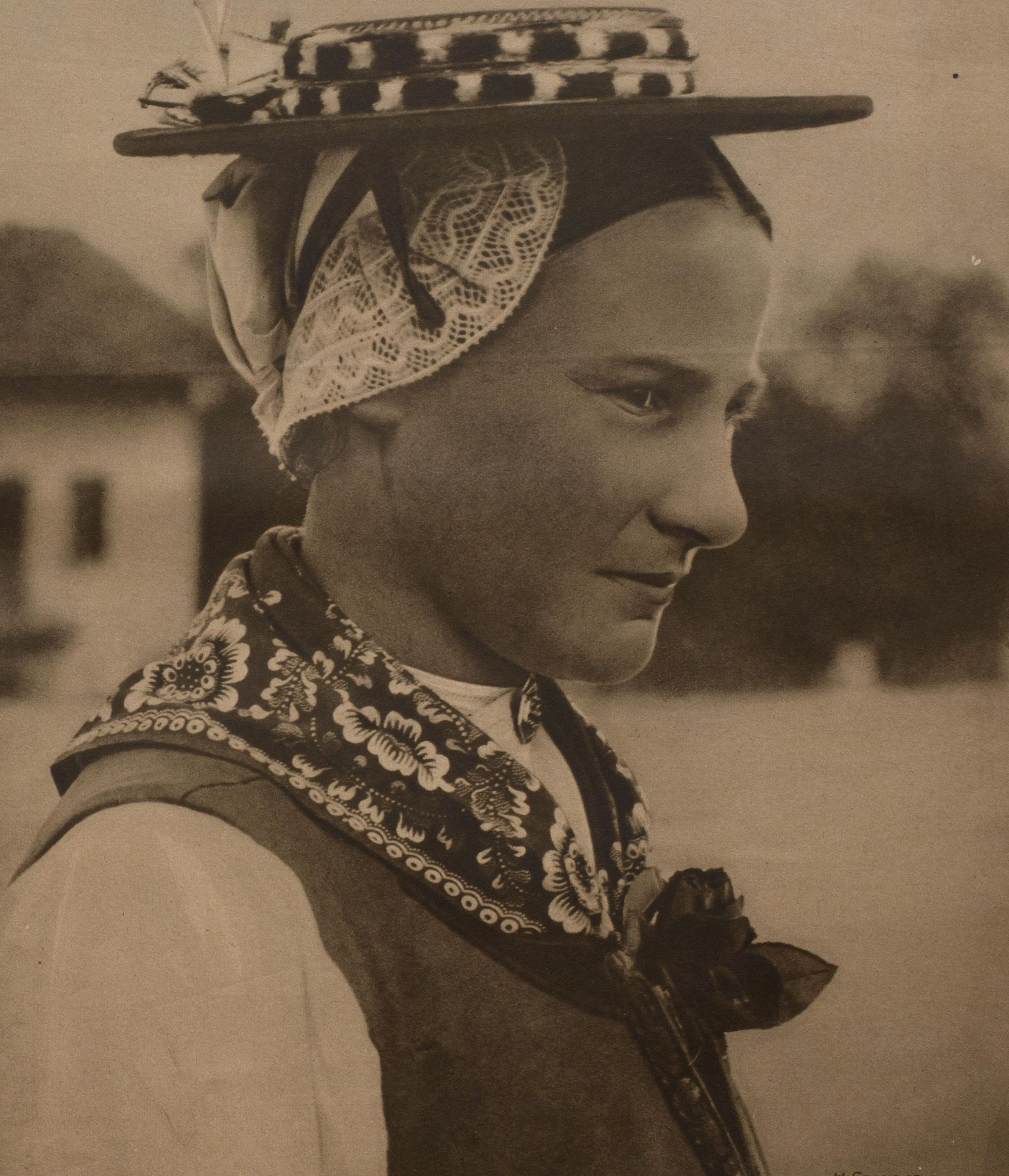
Walliserin aus Evolènes, Schweizer Ilustrierte Zeitung, 1916
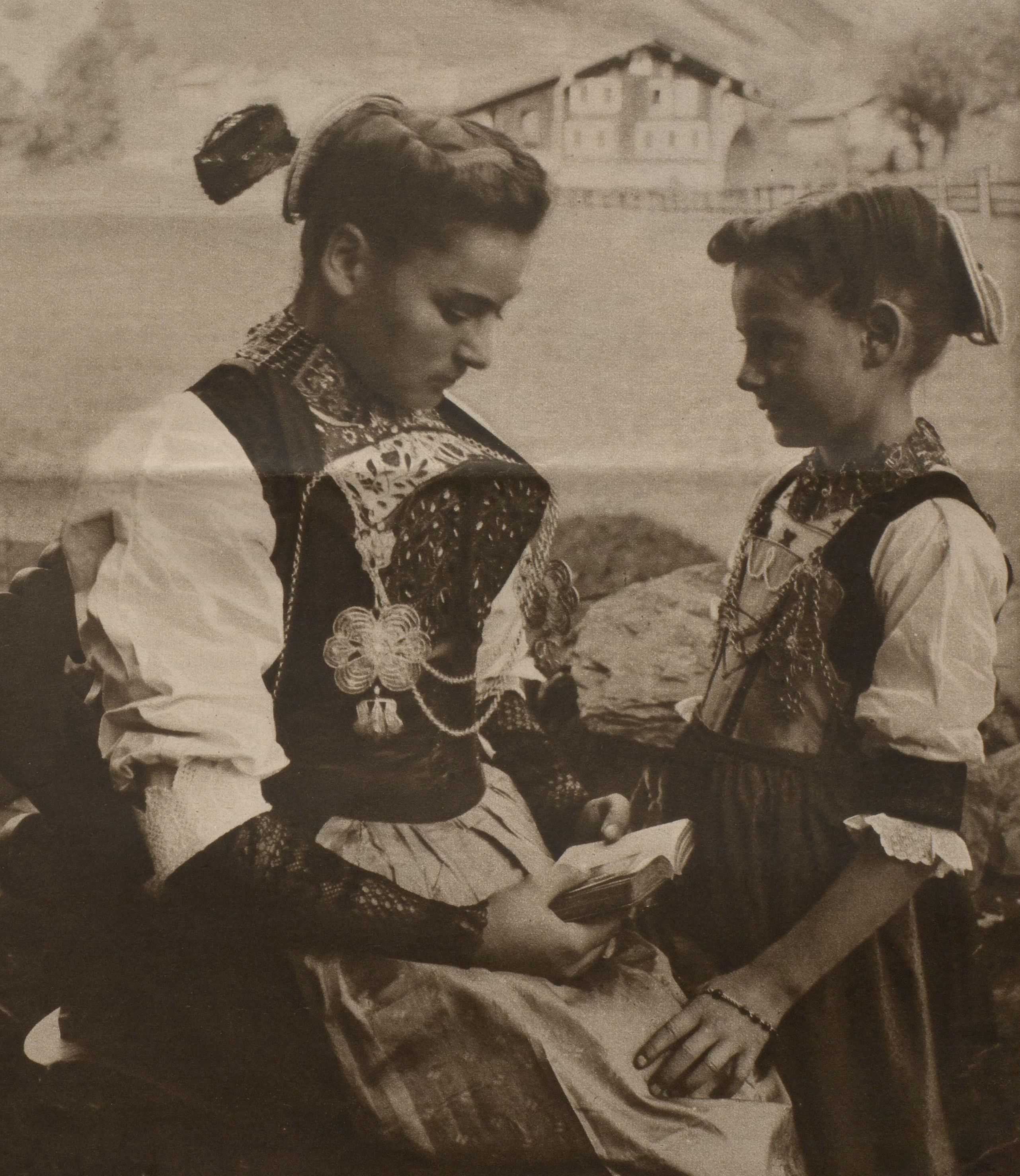
Obwaldnerinnen aus Engelberg, Schweizer Ilustrierte Zeitung, 1916
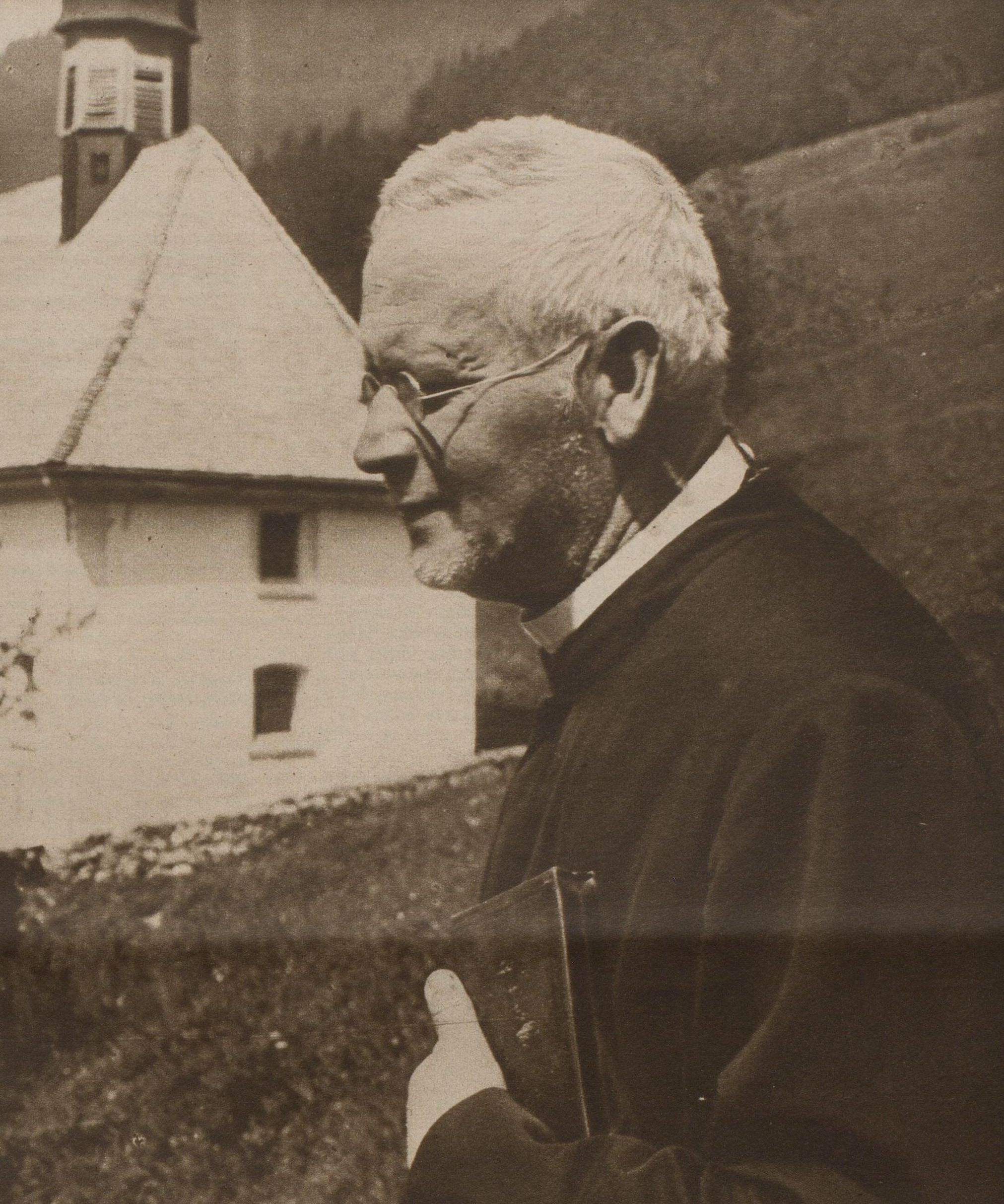
Der Herr Pfarrer

Fotoserie Nachkommen derer von 1291, Porträtfotos, Schweizer Illustrierte Zeitung, 1916

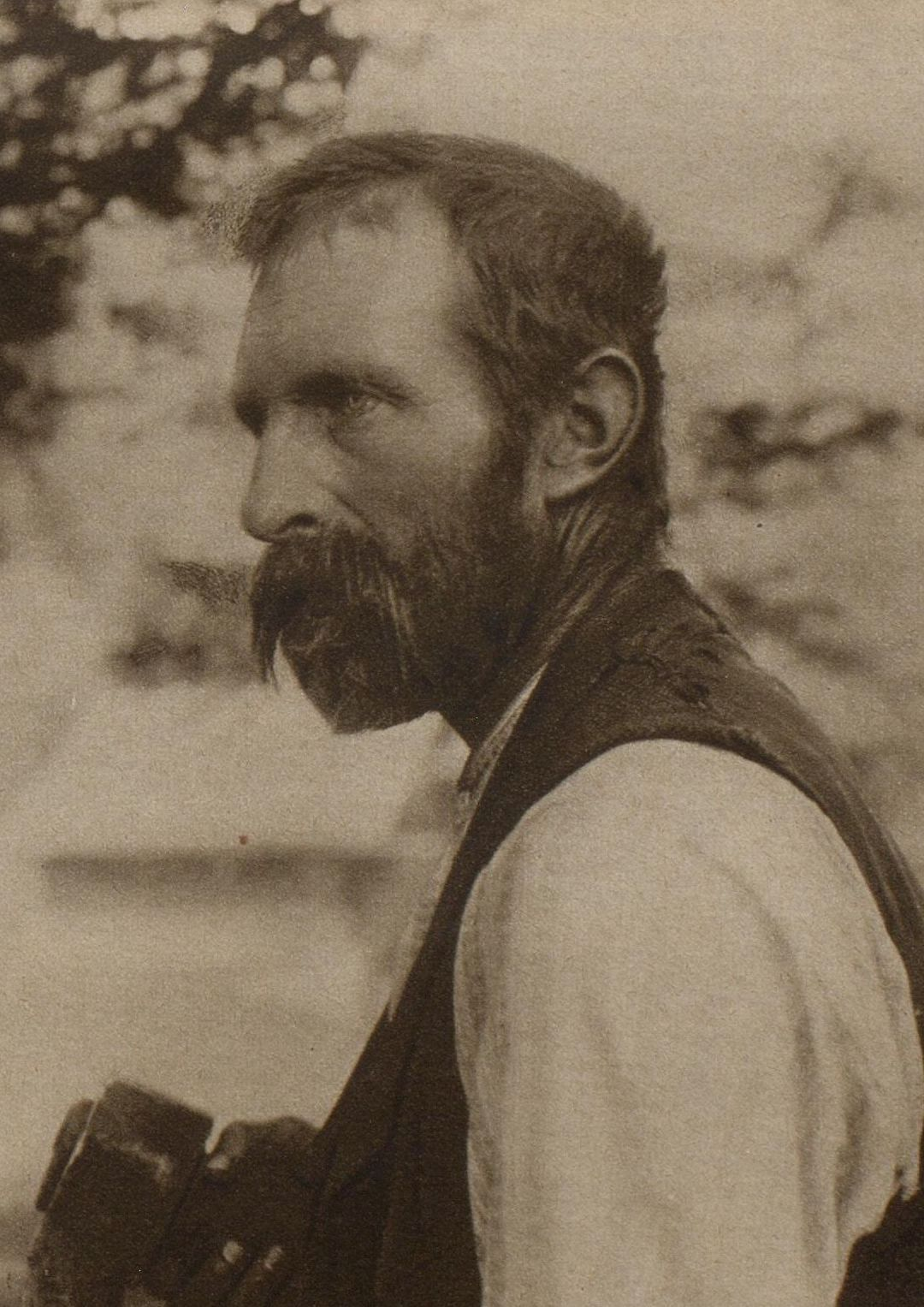
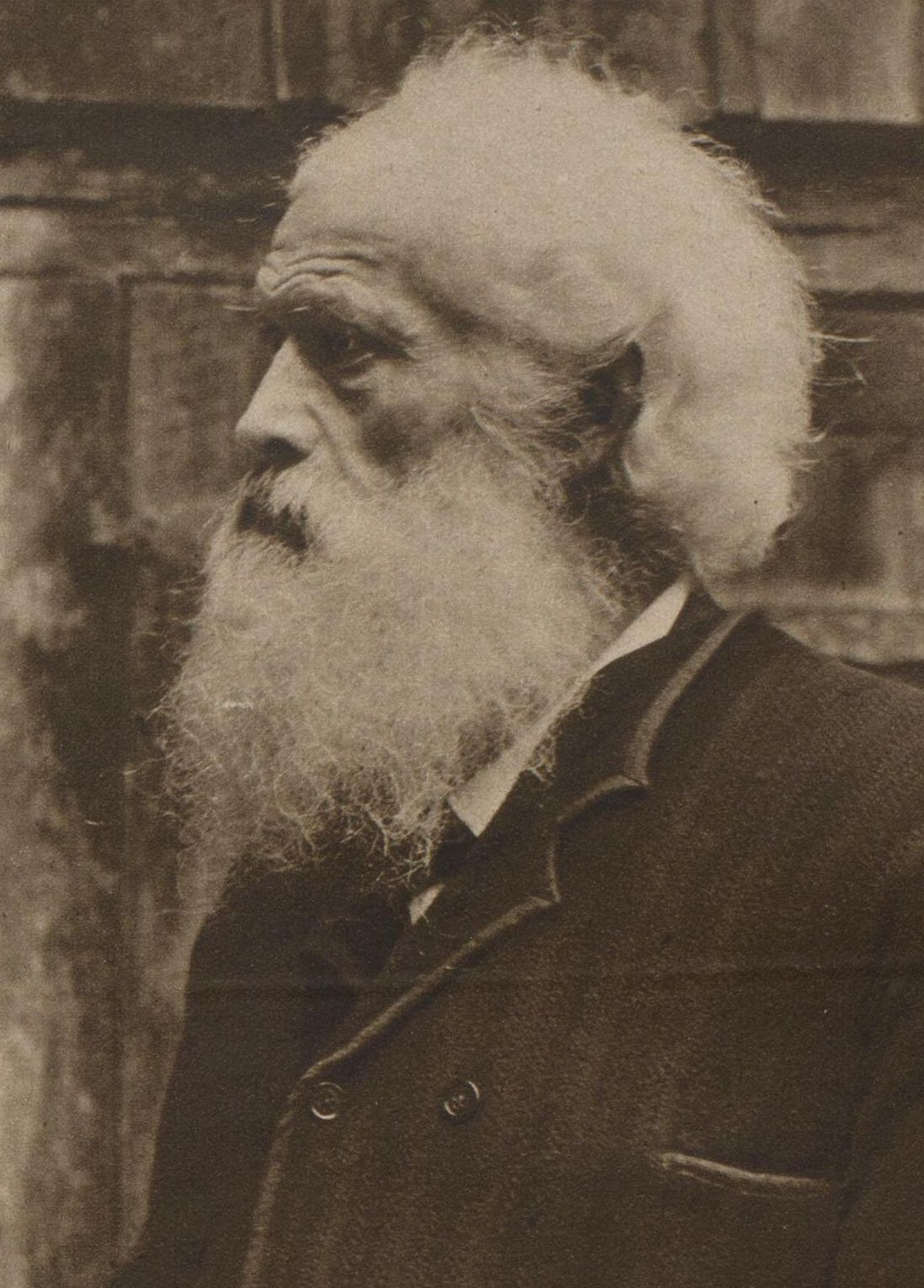
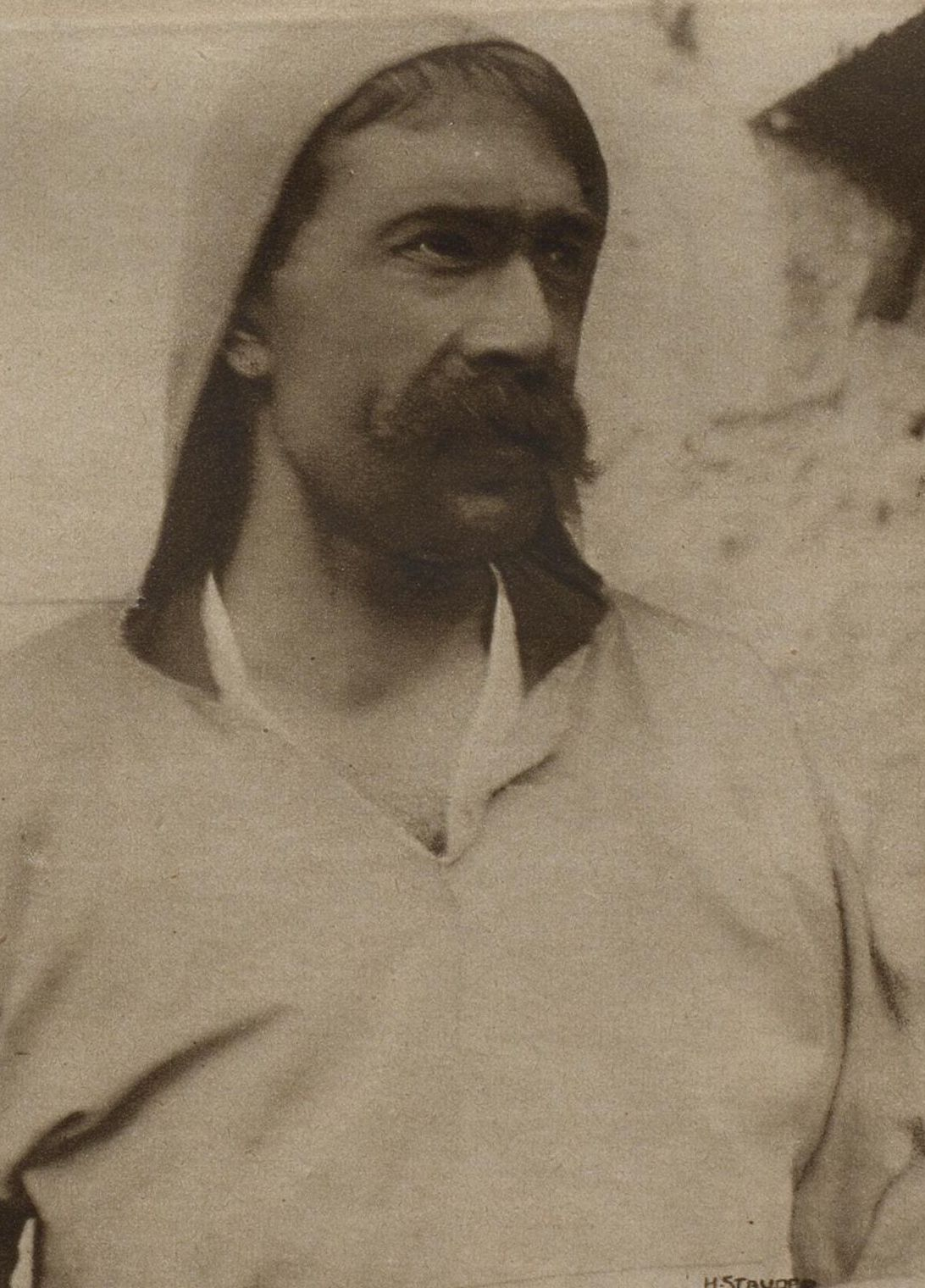
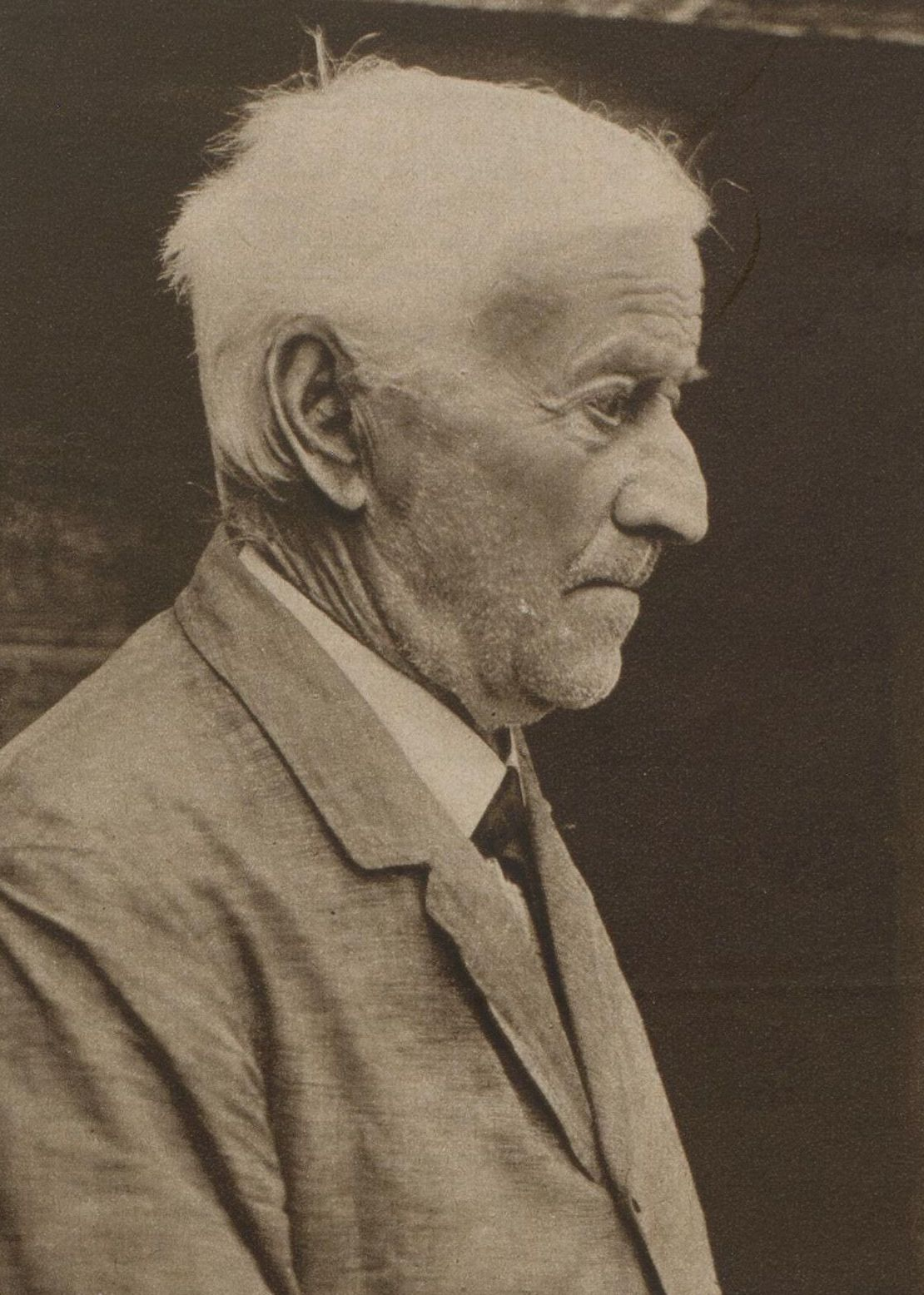

## Veröffentlichungen
- Die Töpferei im Heimberg. H. Stauder, Zofingen 1917.
- Schweizer Volkstypen, ein Volksbuch der Heimat. Ringier, Zofingen 1940.
- Bernerland – Bauernland. Beuteli-Verlag, Bern 1990, ISBN 3-7165-0694-X.